# Georges Charles Victor Duval
Pour les articles homonymes, voir Georges Duval.
Georges Charles Victor Duval dit aussi Georges Duval (1851-1916) est un architecte français, concepteur entre autres de billets de banque, aquarelliste et illustrateur.

## Biographie
Né à Paris le 6 octobre 1851, Georges Charles Victor Duval est admis aux Beaux-arts de Paris en novembre 1870, dans la classe de l'architecte Louis-Jules André, école où il est inscrit jusqu'en 1874. Il pratique le dessin et l'aquarelle, entre autres sous le patronage de Camille Chazal. Le 21 décembre 1877, à la mairie du 6e arrondissement de Paris, il épouse Juliette Marguerite Descours, belle-fille de Gustave Macé, commissaire de police et chef de la Sureté, et qui fut dramaturge et  poétesse sous le nom de Juliette de Wils (un prix de l’Académie française porta son nom).
Sans doute par le biais de Chazal, il travaille, d'abord aux côtés de Jean-Baptiste Daniel-Dupuis, pour le compte de la Banque de France et produit de nombreuses aquarelles destinées à des vignettes monétaires nationales et étrangères, à partir des années 1880. Il a par ailleurs exécuté les compositions graphiques des timbres des retraites ouvrières et paysannes, d'obligations pour les chemins de fer de l'État, etc. Nommé auprès des tribunaux de Paris grâce à l'appui de Macé, il fait également des relevés des lieux de crime pour l'expertise criminelle.
Il expose des dessins et vues d'architectures sous le forme d'aquarelles au Salon des artistes français à partir de 1896, inspirés des provinces françaises. Il devient membre de la Société des artistes français en 1907.
Nommé officier d'académie en 1898, puis officier de l'Instruction publique en 1900, Duval était également membre de la Société centrale des architectes (1890-1912), et décoré de l'ordre de l'Étoile de Roumanie.
Duval meurt le 6 février 1916 à Lyon, en se rendant dans sa résidence secondaire située à Saint-Raphaël,.

## Galerie

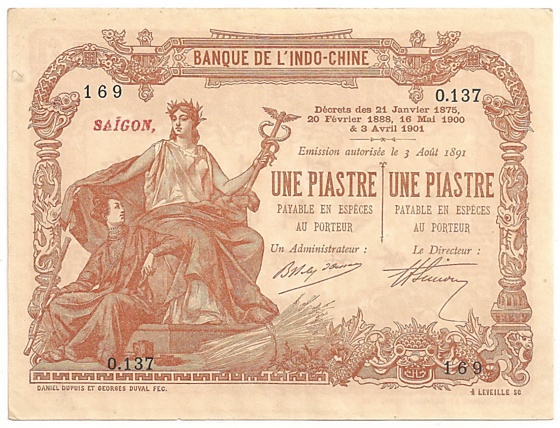
Billet d'une piastre indochinoise, type 1903, recto
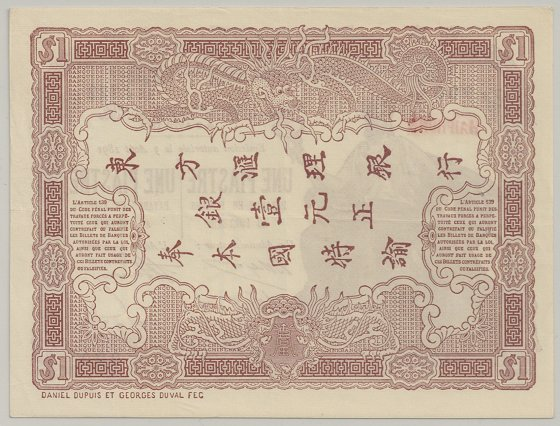
Billet d'une piastre indochinoise, type 1903, verso
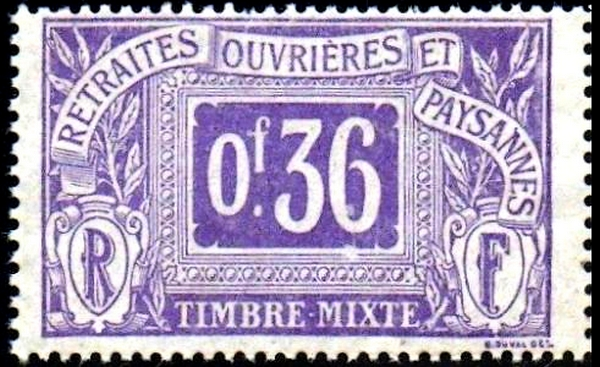
Timbre des retraites ouvrières et paysannes (1911)